# Francesco Cetti
Francesco Cetti, italijanski jezuit, zoolog in matematik, * 9. avgust 1726, Mannheim, Nemčija, † 20. november 1778, Sassari, Sardinija. 
Cetti se je šolal v Lombardiji in v jezuitski šoli v Monzi. Leta 1765 je bil poslan na Sardinijo , kjer naj bi dvignil raven izobraževanja na otoku. Leta 1766 je bil imenovan za predstojnika katedre za matematiko na univerzi v Sassari, na tem položaju pa je ostal vse do svoje smrti.
Med bivanjem na Sardiniji je Cetti pogosto odhajal na daljše izlete po otoku in preučeval njegovo favno. Svoje izsledke je zbiral v knjigi Naravoslovna zgodovina Sardinije, ki jo je pisal med letoma 1774 in 1777. Knjiga obsega štiri zvezke, v njih pa so opisane različni štirinožci, ptice, ribe, žuželke in tudi fosili.
Po njem se imenuje ptica svilnica, Cettia cetti, ki jo je na Sardiniji odkril Alberto della Marmora.